# The MDNA Tour
För livealbumet inspelat under denna turné, se MDNA World Tour.
The MDNA Tour är Madonnas konsertturné 2012. Under turnén marknadsförs hennes 12:e studioalbum, MDNA och besök görs i Asien, Europa och Amerika. Turnén skulle ha utökats in år 2013 med shower i  Australien, men detta ställdes in av okända anledningar. Turnén innehåller Madonnas första konserter i länder som Förenade arabemiraten, Ukraina, Colombia och Skottland, efter en nästan 30 år lång karriär. Turnén är efterföljare till Sticky & Sweet Tour och hennes andra konsertturné sedan hennes 360-avtal med Live Nation.

## Bakgrund
Efter att MTV News rapporterat om en Madonna-turné följde fansidan DrownedMadonna upp genom att publicera en turné som sades vara bekräftad av Live Nation. Turnén skulle bestå av shower i Oceanien, Asien, Europa och Nordamerika. Några dagar senare publicerade flera stora medier världen över denna plan, vilket gjorde att Live Nation fick reda på detta och dementerade att sådana turnéplaner fanns.
Under marknadsförandet av Madonnas första film, W.E., samarbetade hon med Smirnoff för att skapa en global danstävling. Tävlingen kallades Smirnoff Nightlife Exchange Project och dansare över hela världen fick skicka in filmer på när de dansade för att kunna vinna en plats som dansare på Madonnas kommande turné. Elva finalister uppträdde för Madonna och en publik på Roseland Ballroom i november 2011, där Madonna också premiärspelade sin nya singel, "Give Me All Your Luvin'". Charles Riley vann tävlingen.
Under tiden rapporterade många olika medier nyheter om turnén. Den israeliska nyhetssidan Ynet rapporterade att Madonna förhandlade om att uppträda i Tel Aviv i maj 2012. Den brittiska tidningen Evening Standard bekräftade en show i Hyde Park, London, under de olympiska spelen 2012. Rapporter från den turkiska tidningen Radikal sade att förhandlingar också fanns kring ett uppträdande i Abu Dhabi. I december 2011 bekräftade Madonnas manager Guy Oseary turnén på Twitter. Han sade också att Sydafrika var en möjlig showplats efter U2:s stora succé där.
Turnén blev officiellt tillkännagiven den 7 februari 2012 efter Madonnas uppträdande på Super Bowl XLVI. Turnén ska ha omkring 90 uppträdanden vilket gör den till Madonnas största turné hittills. I mars 2012 använde Madonna sociala medier för att marknadsföra turnén, till exempel bekräftades turnéns namn på Twitter. Biljettpriserna till turnén varierar från runt 300 kronor till över 2 250 kronor. Vissa VIP-biljetter kostar upp till 4 000 kronor per person. När hon möttes av klagomål på biljetternas höga priser, svarade hon i Newsweek: "Börja spara kronor och ören nu. Folk spenderar 2 000 kronor på galna saker hela tiden, handväskor till exempel. Så arbeta hela året, skrapa ihop pengarna och gå och se min show. Jag är värd det."

## Utveckling
De första repetitionerna började i februari 2012 i New York. Repetitionerna på en riktig scen började 1 maj 2012 på Nassau Veterans Memorial Coliseum i New York. Den triangulära scenen består av två gångvägar som gör det möjligt för Madonna att vada in i publiken och möjliggör ett triangulärt område där fans med speciella biljetter kan hamna "mitt i scenen". Det finns också en enorm, tredelad videoskärm som projektansvariga har kallat "den största i världen". Turnén skulle egentligen ha börjat i Tel Aviv, Israel, den 29 maj 2012 men den första konserten flyttades till den 31 maj på grund av produktionsförseningar. Under en Facebook-chatt med Jimmy Fallon berättade Madonna att den första delen av showen är "ganska våldsam" samt att hon ska använda sig av slacklining under en av låtarna. För att skapa kläderna till turnén återförenas Madonna med Jean Paul Gaultier, som hon samarbetat med flera gånger tidigare. Hon jobbar också med designerna Arianne Phillips och Riccardo Tisci.

## Kontroverser

### Bilder
Under dansnumret och pausfilmen "Nobody Knows Me" visades den franska högerextrema partiledaren Marine Le Pens ansikte på skärmarna med en svastika i pannan. Le Pen hotade med att stämma Madonna om bilden skulle visats under konserten i Paris på Frankrikes nationaldag, den 14 juli. Le Pen anklagade också Madonna för att ha kidnappat sina adopterade barn från Malawi. Najat Vallaud-Belkacem, talesperson för den socialistiska franska regeringen, har också uttryckt sitt missnöje över att Madonna valde att göra och använda bilden.

### Användande av skjutvapen
I kölvattnet av skjutningen på en biograf i Denver, USA, uppmanades Madonna att sluta använda skjutvapen i showens första del. Myndigheter i Edinburgh hade redan innan händelsen i Denver varnat Madonna för att använda vapnen under konserten i Skottland. Varningen stärktes av tragedin i Denver. Madonna genomförde showen i Edinburgh som planerat, och använde skjutvapen precis enligt sina egna planer. Under konserten uttryckte hon sin glädje över att för första gången få uppträda i Skottland, och sade att hon kunde vara på scenen i tre timmar. Sedan skämtade hon: "På grund av era lagar här kanske de drar ur kontakten för mig så om ni märker att jag plötsligt försvinner, skriv till en lokal politiker!" 
Trots att de hotat med det avbröt den skotska polisen inte showen. Aktivistgruppen Mothers Against Guns (Mödrar Mot Vapen) uttalade sig och sade att Madonna "borde veta bättre". De tyckte att användandet av vapnen var dåligt, och ännu sämre efter händelserna i Colorado. Madonnas organisation svarade genom att säga att "Madonna skulle hellre ställa in hela konserten än att censurera den. Genom hela sin karriär har hon slagits mot folk som berättar för henne vad hon får och inte får göra. Hon kommer inte börja lyssna på dem nu."

### Naket
Under låten "Human Nature" under konserten i Istanbul, Turkiet, den 7 juni 2012 visade Madonna sitt högra bröst för publiken innan hon snabbt täckte över det igen. Den brittiska tidningen The Sun skrev att "Hennes agerande kan ha varit stötande för en stor del av publiken, eftersom Turkiet är ett traditionellt muslimskt land" men menade att "kanske borde fansen inte blivit överraskade, eftersom Madonna varnade dem genom att skriva No Fear (Ingen Rädsla) på sin rygg. Amy Odell från BuzzFeed menade, att kritisera agerandet baserat på Madonnas ålder "ger ett väldigt ålderdomligt intryck" och menade att "53-åriga kvinnor har fortfarande bröst och... sexuella drifter!" Tre dagar senare publicerade The Sun en artikel med rubriken "Madonna gjorde rätt i att visa bröstet som 53-åring". Tre läsare gjorde detsamma som Madonna gjort, fotograferade det och skickade bilderna till tidningen för att visa sitt stöd för Madonna "som är en bra förebild för äldre kvinnor". Vissa kritiker menade att Madonnas agerande var "desperat", men Sarah Angotti, 53, sade att "jag kände mig nervös när jag tog av BH:n men det är bara naturligt - Madonna var säkert också nervös. Men sedan kände jag mig starkare, det var en otrolig känsla!" Hon fortsatte med att om Madonna säga: "Hon ser otroligt bra ut - bättre än ev kvinna hälften så gammal och bättre än de flesta yngre kvinnliga artisterna som är populära just nu." Tina Shaw, även hon 53, menade att det finns en skillnad mellan män och kvinnor: "Kvinnor får alltid mest kritik när det gäller kontroversiella situationer. Om det varit en 53-årig känd man som visade sitt sex-pack på scenen hade alla sagt 'wow, vilken kille!' men eftersom det är en kvinna säger alla 'vilken gammal hagga'". Till sist sa Sue Scadding, 53, att det gjordes en höna av en fjäder: "Det syns kvinnor med bar överkropp på stränder överallt och varje dag, men ingen reagerar. Jag menar... Det är bara ett bröst, för guds skull".

### Olympia-konserten
Madonnas andra Paris-konsert på L'Olympia möttes av starkt negativa recensioner från både fans och kritiker. Den största kritiken riktades mot att konserten bara var 45 minuter lång, trots att biljetterna kostat lika mycket som alla andra turnébiljetter och det fanns ingen information om att konserten skulle vara i en förkortad version. Madonnas publicist svarade på kritiken genom att påpeka att Madonnas tidigare klubb-konserter "aldrig varit längre än 45 minuter" och att konserten enligt planeringen skulle vara "ett innerligt tack till Frankrike, vilket hon sa i början av konserten". Det påpekades också att konserten på L'Olympia kostade Madonna nästan sju miljoner kronor att producera och att det krävdes "en enorm insats" för att hålla biljettpriserna på runt 750 kronor.
I slutet av konserten skedde ett mindre upplopp i publiken, som enligt TMZ inte hade med konsertens korthet att göra, utan istället att ett tiotal anhängare till den högerextrema partiledaren Marine Le Pen skrikit åt Madonna, med anledning kontroverserna kring Madonnas bild på Le Pen med en svastika i pannan. Men flera franska medier hävdade att det varit ett större antal fans som orsakade händelserna, och inte ett isolerat antal Le Pen-anhängare. Den 29 juli släppte Madonna ett uttalande om detta på sin officiella hemsida: "Att spela på L'Olympia var en magisk erfarenhet för mig och det kändes riktigt bra att göra denna speciella show för mina fans och få vara så nära dem. I slutet av showen - efter att jag lämnat scenen - var det tyvärr några ligister, inte mina fans, som stormade scenen och började kasta plastflaskor för att låtsas vara arga fans. Media har fokuserat på detta och inte på allt det positiva som hände. Men ingenting kan ta bort eller förstöra den här väldigt speciella kvällen för mig och mina fans. När jag tittade ut i publiken hade alla jag såg ett leende på läpparna. Jag ser fram emot att få ha en sådan underbar kväll igen."

### Ryssland
Under konserten i Moskva den 7 augusti 2012 uttryckte Madonna stöd för den ryska feministiska protestgruppen Pussy Riot. Detta har orsakat mycket starka reaktioner hos ryska politiska ledare eftersom Pussy Riot uttrycker sig aktivt mot den ryska regeringen och står åtalade för huliganism. Under konserten i St Petersburg den 9 augusti 2012 uttryckte sig Madonna positivt om homosexuella, bisexuella och transpersoner och sade att "homosexuella har samma rättigheter att behandlas med värdighet och tolerans", trots att det i publiken fanns ett flertal personer som var under 18 år. Att uttrycka sig positivt om HBT-personer mot personer under 18 år är sedan våren 2012 förbjudet i St Petersburg, och Vitaly Milonov från Enade Ryssland, som står bakom lagen, har sagt att stadens "offentliga organisationer" kommer att åtala antingen Madonna själv eller konsertens organisatörer. Han säger att "det finns videofilmer som visar att det fanns 12-åriga barn på konserten" när Madonna uttrycker sig positivt om homosexuella. Madonna eller konsertens organisatörer riskerar nu böter på upp till 16 000 dollar.

## Sändningar och inspelningar
Den amerikanska programledaren Conan O'Brien och hans program "Conan" kommer att producera en speciell dokumentär om den första konserten på turnén, i Tel Aviv. Dokumentären kommer innehålla intervjuer från backstage och fyra av låtarna från showen. För att producera dokumentären får O'Brien hjälp av Natalie Portman och Sacha Baron Cohen. Det är ännu inte bekräftat när dokumentären kommer sändas. En del material har visat, det bestod av att komikern Billy Eichner gick runt i New York och Tel Aviv och frågade slumpmässigt valda människor om deras förväntningar på Madonnas show. En del av "Girl Gone Wild" från turnén visades också.
Konserten på L'Olympia i Paris den 26 juli 2012 visades live online över hela världen via LoveLife:s YouTube-kanal. Sändningen visades en gång till dagen efter och den 6 augusti släpptes hela showen som vanlig video som man kan se när man vill. 

## Mottagande

### Kritiskt
Kritikernas reaktioner på MDNA Tour har varierat stort beroende på arenan. Israeliska The Jerusalem Post beskrev showen i Tel Aviv som ett "angrepp på sinnena" och kommenterade att "trots de förvirrade bakomliggande idéerna i uppträdandet, är det svårt att tänka sig att någon inte skulle tycka om en Madonna-konsert. Säga vad man vill om den Kabbalah-studerande, vapenbärande fashionistan av popmusik - och alla har något att säga - men kvinnan vet hur man gör en bra show". Berliner Morgenpost skrev att "Madonna live år 2012 är fortfarande magiskt och oöverträffbart", spanska La Vanguardia sade att "Madonna lyser upp med sin konst och sin magi i ett fullproppat Palau Sant Jordi" och tidningen El País höll med, och skrev att "Madonna visar sin intelligens, kvinnlighet och elegans i en dansbar och spektakulär show". Shirley Halperin från The Hollywood Reporter skrev: "Med tre decennier av superstjärnestatus med sig har Madonna praktiskt taget fulländat konsten att skapa massunderhållning med en liten antydan till skandal. Så egentligen borde ingen bli överraskad när showen inleds med ett gigantiskt kors, en kyrkklocka och förklädda präster, till och med i Heliga landet" och medan hon gav showen överlag beröm, kritiserades att låtlistan innehöll så många låtar från MDNA. Saeed Saeed från The National skrev att publiken i Abu Dhabi såg Madonna "bära sin själ". Han skrev: "Medan den förra turnén, Sticky & Sweet Tour, bestod i att hon lätt och ledigt vidrörde sig själv och sina musikaliska skepnader genom åren, var MDNA Tour stundtals brutalt mörk och kvävande och lika mycket en känslomässig exorcism som uppträdande". Neil McCormick från The Daily Telegraph gav konserten 4 av 5 stjärnor och skrev att "showens riktiga höjdpunkt är en känslomässigt avklädd version av "Like a Virgin"... Madonna visade att hon är mer än jämlik med sina yngre kopior".
Carrie-Marie Bratley från The Portugal News rapporterade att "Madonna uppvisade vissa svårigheter sångmässigt under showen". Vogue Italias Giulia Blasi sammanfattade showen som "enorm, spektakulär, uppenbarligen dyr" och klagade på "den dåliga kvaliteten på ljudet för alla som inte var precis framför scenen", samt noterade "misstänkt ren sång mitt i tungt koreograferade låtar". Konserten i Hyde Park, London, fick några bra recensioner men en överväldigande majoritet ljummen eller negativ kritik. John Aizlewood från Evening Standard skrev att Madonna "lämnade publiken i Hyde Park förvirrad och uttråkad av ett trist uppträdande och låg volym" och flera kritiker klagade över ojämnt och ytligt behandlande av Madonnas gamla hits. The Independent skrev att "turnén passerar med ett pip, inte en smäll". Dean Piper för Daily Mirror gav London-konserten 4 av 5 stjärnor och kritiserade valet av arena och ljudkvaliteten, men berömde konserten generellt. Natalie Shaw från The Arts Desk skrev att "MDNA Tour visar en Madonna som katastrofartat urholkar glädjen ur även hennes mest triumferande refränger". Michael Hubbard från musicOMH gav konserten 2,5 av 5 stjärnor och skrev att "Madonnas sång är alldaglig som bäst och auto-tune:ad till glömska som värst" och kallade konserten "ett gig som saknade 'oomph' alltigenom". Warren Manger från Coventry Telegraph rapporterade om "tekniska svårigheter" under showen i Birmingham, men kallade det "både övertygande och spektakulärt". Fiona Shepherd från The Scotsman gav konserten i Edinburgh 4 av 5 stjärnor och Amy Smith från Heineken Music gav konserten i Dublin 2 av 5 stjärnor och påpekade att Madonnas insatser "var så tydligt halvhjärtade då och då under de två timmarna". 
Konserten på Stade de France i Paris fick överlag negativa recensioner. Franska kritiker och fans kritiserade hennes brist på spontanitet, att hon skulle mimat till förinspelad sång samt att showen överlag "saknade mognad och artisteri". Assma Maad från Le Figaro skrev att showen var "spektakulär men en besvikelse" och att "showen ofta överskuggar musiken". Valentin Spitz från Le Nouvel Observateur kallade showen "mekanisk och själlös". Monica Heck från Hot Press hade en blandad inställning till showen i Dublin, då hon kritiserade Madonnas "skamlöst dåliga försök att lura publiken att tro att hon är en gitarrspelande rock-brud" men berömde hennes "stenhårda beslutsamhet och hennes myndiga närvaro".

### Kommersiellt
Efter att biljetterna släpptes sålde många arenor slut. I Tel Aviv sålde 33 000 biljetter till showen på Ramat Gan Stadium slut på några veckor. Inför biljettsläppet till Madonnas första konsert någonsin i Abu Dhabi började flera fans köa för biljetter redan 24 timmar innan de släpptes. De 22 000 biljetterna sålde slut på bara en timme, vilket gjorde att en andra konsert lades till, och den i sin tur sålde slut på en vecka. I Turkiet sålde 47 000 biljetter till konserten i Istanbul slut på fyra dagar. I USA sålde 60 000 biljetter till en konsert i New York slut på rekordtiden 20 minuter. Biljetterna till showen i Kansas City sålde slut på 12 minuter och konserten i Houston sålde slut på under en timme. I Kanada såldes 16 000 biljetter till konserten i Montreal slut på 20 minuter, medan 65 000 biljetter till Québec sålde slut på en timme. I Ottawa såldes 15 000 biljetter på 21 minuter och slog rekordet för snabbast slutsålda konsert på arenan. Alla biljetter till Madonnas första konsert i Amsterdam såldes på en halvtimme och i Colombia såldes 38 000 biljetter redan på förhandsköp och de resterande 2 000 biljetterna såldes på tre timmar. Madonna sålde även 100 000 biljetter till tre konserter i Brasilien på bara två dagar.
När media påstod att turnén inte sålde särskilt bra uttalade sig Arthur Fogel, styrelsemedlem i Live Nation, och sade att turnén var på väg att bli en av de 10 bäst säljande turnéerna någonsin. Den 19 april sade han att 1,4 miljoner biljetter redan sålts och att man fått in över en miljard kronor från biljettförsäljningen. Den 10 maj 2012 hade Madonna sålt 653 000 biljetter i Nordamerika och till de 36 showerna i USA fanns då 30 000 biljetter kvar. 
När turnén var över i december 2012 hade Madonna sålt ut alla 88 showerna, vilket inbringade 305,2 miljoner dollar. Det gör MDNA-turnén till den tionde mest inkomstbringande genom alla tider. Bland kvinnliga artister så hamnar turnén på plats 2, endast slagen av Madonnas egen Sticky & Sweet Tour från 2009. 
I maj 2013 meddelades att Madonna skulle bli hedrad med Top Touring Award på Billboard Music Awards.

## Förband
- Martin Solveig (Europa, valda datum)
- Alesso (Europa, valda datum)
- Nero (Nordamerika, valda datum)
- Offer Nissim (Tel Aviv, Istanbul)
- Benny Benassi (Abu Dhabi)
- LMFAO (London, Nice)
- Paul Oakenfold (Warszawa)
- Sebastian Ingrosso (Kiev)

## Låtlista
1. Gregorian Chants/Virgin Mary(innehåller utdrag ur "Psalm 91" och "Birjina Gaztetto bat Zegoen") (framförd av Kalakan)
2. Girl Gone Wild (innehåller utdrag ur "Girl Gone Wild - Offer Nissim Remix", "Material Girl" och "Give It 2 Me")
3. Revolver
4. Gang Bang
5. Papa Don't Preach
6. Hung Up (innehåller delar av "Girl Gone Wild")
7. I Don't Give A
8. Best Friend (Remix) (innehåller utdrag ur "Heartbeat") (Pausfilm)
9. Express Yourself (innehåller utdrag ur "Born This Way" och "She's Not Me")
10. Give Me All Your Luvin' (Just Blaze Remix)
11. Turning Up the Hits (Pausfilm) (innehåller delar av "Holiday", "Into the Groove", "Lucky Star", "Like a Virgin", "4 Minutes", "Ray of Light" och "Music")
12. Turn Up the Radio (innehåller delar av "Turn Up the Radio - Leo Zero Remix")
13. Open Your Heart (innehåller delar av "Sagarra Jo!")
14. Holiday [A]
15. Masterpiece
16. Justify My Love (Remix) (Pausfilm) (innehåller utdrag ur "Justify My Love - Hip Hop Mix")
17. Vogue
18. Candy Shop (innehåller delar av "Ashamed of Myself" samt utdrag ur "Erotica")
19. Human Nature
20. Like a Virgin (innehåller delar av "Evgeni's Waltz")
21. Love Spent [B] (innehåller delar av den akustiska versionen och en repris av "Evgeni's Waltz")
22. Nobody Knows Me (Remix) (Pausfilm)
23. I'm Addicted
24. I'm a Sinner (innehåller utdrag ur "Cyber-Raga" och "De Treville-n azken hitzak")
25. Like a Prayer
26. Celebration [C] (innehåller utdrag ur "Give It 2 Me" och "Girl Gone Wild")

Noteringar
- A^  "Holiday" lades till låtlistan den 8 september 2012. Den sjöngs inte under någon konsert innan det datumet.
- B^  "Love Spent" lades till låtlistan den 20 september 2012. Den sjöngs inte under någon konsert innan det datumet.
- C^  Utdrag ur "Give It 2 Me" sammanflätades med "Celebration" för första gången den 30 oktober 2012 och har varit kvar sedan dess.
- Under konserten i Edinburgh sjöngs inte "Like a Virgin" och "I'm Addicted" på grund av lokala lagar som förbjuder konserter efter 23.00.
- Under den andra konserten i Vancouver sjöngs inte "Holiday" och "Like a Virgin".
- Under den första konserten i San Jose sjöngs "Everybody" istället för "Holiday" eftersom det var 30 år sedan den släpptes.
- Under den andra konserten i St. Paul sade Madonna några rader ur "American Life" efter att hon sjungit "Human Nature".
- Under konserterna i Phoenix, Kansas City, St. Louis, Detroit, Cleveland, Charlotte, Miami och Mexico City sjöngs inte "Holiday".
- Under den andra konserten i New York City på Madison Square Garden sjöngs inte "Holiday" och "Masterpiece". Madonna sjöng en mash-up mellan "Give It 2 Me" and "Gangnam Style", följd av "Music". Under båda låtarna fick Madonna sällskap på scenen av den sydkoreanska rapparen Psy. Dessutom var inte "Give It 2 Me" sammanflätad med "Celebration".
- Under den andra konserten i Mexico City och den första i Medellín sjöngs "Spanish Lesson" istället för "Holiday".
- Under den andra konserten i Medellín sjöngs inte "Like a Virgin" och "Love Spent".
- Under båda konserterna i Buenos Aires sjöng Madonna "Don't Cry for Me Argentina" istället för "Like a Virgin".

## Datum
| Datum             | Stad             | Land                  | Plats                        |
| Asien             | Asien            | Asien                 | Asien                        |
| ----------------- | ---------------- | --------------------- | ---------------------------- |
| 31 maj 2012       | Tel Aviv         | Israel                | Ramat Gan Stadium            |
| 3 juni 2012       | Abu Dhabi        | Förenade Arabemiraten | du Arena                     |
| 4 juni 2012       | Abu Dhabi        | Förenade Arabemiraten | du Arena                     |
| Europa            |                  |                       |                              |
| 7 juni 2012       | Istanbul         | Turkiet               | Türk Telekom Arena           |
| 12 juni 2012      | Rom              | Italien               | Stadio Olimpico              |
| 14 juni 2012      | Milano           | Italien               | San Siro                     |
| 16 juni 2012      | Florens          | Italien               | Stadio Artemio Franchi       |
| 20 juni 2012      | Barcelona        | Spanien               | Palau Sant Jordi             |
| 21 juni 2012      | Barcelona        | Spanien               | Palau Sant Jordi             |
| 24 juni 2012      | Coimbra          | Portugal              | Estádio Cidade de Coimbra    |
| 28 juni 2012      | Berlin           | Tyskland              | O2 World (Berlin)            |
| 30 juni 2012      | Berlin           | Tyskland              | O2 World (Berlin)            |
| 2 juli 2012       | Köpenhamn        | Danmark               | Parken Stadium               |
| 4 juli 2012       | Göteborg         | Sverige               | Ullevi                       |
| 7 juli 2012       | Amsterdam        | Nederländerna         | Ziggo Dome                   |
| 8 juli 2012       | Amsterdam        | Nederländerna         | Ziggo Dome                   |
| 10 juli 2012      | Köln             | Tyskland              | Lanxess Arena                |
| 12 juli 2012      | Bryssel          | Belgien               | Stade Roi Baudouin           |
| 14 juli 2012      | Paris            | Frankrike             | Stade de France              |
| 17 juli 2012      | London           | England               | Hyde Park                    |
| 19 juli 2012      | Birmingham       | England               | National Indoor Arena        |
| 21 juli 2012      | Edinburgh        | Skottland             | Murrayfield Stadium          |
| 24 juli 2012      | Dublin           | Irland                | Aviva Stadium                |
| 26 juli 2012      | Paris            | Frankrike             | L'Olympia                    |
| 29 juli 2012      | Wien             | Österrike             | Ernst-Happel-Stadion         |
| 1 augusti 2012    | Warszawa         | Polen                 | National Stadium             |
| 4 augusti 2012    | Kiev             | Ukraina               | Olympic Stadium              |
| 7 augusti 2012    | Moskva           | Ryssland              | Olimpiyskiy                  |
| 9 augusti 2012    | Sankt Petersburg | Ryssland              | SKK Peterburgsky             |
| 12 augusti 2012   | Helsingfors      | Finland               | Helsinki Olympic Stadium     |
| 15 augusti 2012   | Oslo             | Norge                 | Telenor Arena                |
| 18 augusti 2012   | Zürich           | Schweiz               | Letzigrund                   |
| 21 augusti 2012   | Nice             | Frankrike             | Stade Charles-Ehrmann        |
| Nordamerika       |                  |                       |                              |
| 28 augusti 2012   | Philadelphia     | USA                   | Wells Fargo Center           |
| 30 augusti 2012   | Montreal         | Kanada                | Bell Center                  |
| 1 september 2012  | Québec           | Kanada                | Plains of Abraham            |
| 4 september 2012  | Boston           | USA                   | TD Garden                    |
| 6 september 2012  | New York         | USA                   | Yankee Stadium               |
| 8 september 2012  | New York         | USA                   | Yankee Stadium               |
| 10 september 2012 | Ottawa           | Kanada                | Scotiabank Place             |
| 12 september 2012 | Toronto          | Kanada                | Air Canada Centre            |
| 13 september 2012 | Toronto          | Kanada                | Air Canada Centre            |
| 15 september 2012 | Atlantic City    | USA                   | Boardwalk Hall               |
| 19 september 2012 | Chicago          | USA                   | United Center                |
| 20 september 2012 | Chicago          | USA                   | United Center                |
| 23 september 2012 | Washington, D.C. | USA                   | Verizon Center               |
| 24 september 2012 | Washington, D.C. | USA                   | Verizon Center               |
| 29 september 2012 | Vancouver        | Kanada                | Rogers Arena                 |
| 30 september 2012 | Vancouver        | Kanada                | Rogers Arena                 |
| 2 oktober 2012    | Seattle          | USA                   | KeyArena                     |
| 3 oktober 2012    | Seattle          | USA                   | KeyArena                     |
| 6 oktober 2012    | San Jose         | USA                   | HP Pavilion at San Jose      |
| 7 oktober 2012    | San Jose         | USA                   | HP Pavilion at San Jose      |
| 10 oktober 2012   | Los Angeles      | USA                   | Staples Center               |
| 11 oktober 2012   | Los Angeles      | USA                   | Staples Center               |
| 13 oktober 2012   | Las Vegas        | USA                   | MGM Grand Garden Arena       |
| 14 oktober 2012   | Las Vegas        | USA                   | MGM Grand Garden Arena       |
| 16 oktober 2012   | Phoenix          | USA                   | US Airways Center            |
| 18 oktober 2012   | Denver           | USA                   | Pepsi Center                 |
| 20 oktober 2012   | Dallas           | USA                   | American Airlines Center     |
| 21 oktober 2012   | Dallas           | USA                   | American Airlines Center     |
| 24 oktober 2012   | Houston          | USA                   | Toyota Center                |
| 25 oktober 2012   | Houston          | USA                   | Toyota Center                |
| 27 oktober 2012   | New Orleans      | USA                   | New Orleans Arena            |
| 30 oktober 2012   | Kansas City      | USA                   | Sprint Center                |
| 1 november 2012   | St. Louis        | USA                   | Scottrade Center             |
| 3 november 2012   | Saint Paul       | USA                   | Xcel Energy Center           |
| 4 november 2012   | Saint Paul       | USA                   | Xcel Energy Center           |
| 6 november 2012   | Pittsburgh       | USA                   | Consol Energy Center         |
| 8 november 2012   | Detroit          | USA                   | Joe Louis Arena              |
| 10 november 2012  | Cleveland        | USA                   | Quicken Loans Arena          |
| 12 november 2012  | New York         | USA                   | Madison Square Garden        |
| 15 november 2012  | Charlotte        | USA                   | Time Warner Cable Arena      |
| 17 november 2012  | Atlanta          | USA                   | Philips Arena                |
| 19 november 2012  | Miami            | USA                   | American Airlines Arena      |
| 20 november 2012  | Miami            | USA                   | American Airlines Arena      |
| 24 november 2012  | Mexico City      | Mexiko                | Foro Sol                     |
| 25 november 2012  | Mexico City      | Mexiko                | Foro Sol                     |
| Sydamerika        |                  |                       |                              |
| 28 november 2012  | Medellín         | Colombia              | Estadio Atanasio Girardot    |
| 29 november 2012  | Medellín         | Colombia              | Estadio Atanasio Girardot    |
| 2 december 2012   | Rio de Janeiro   | Brasilien             | Parque dos Atletas           |
| 4 december 2012   | São Paulo        | Brasilien             | Estádio do Morumbi           |
| 5 december 2012   | São Paulo        | Brasilien             | Estádio do Morumbi           |
| 9 december 2012   | Porto Alegre     | Brasilien             | Estádio Olímpico Monumental  |
| 13 december 2012  | Buenos Aires     | Argentina             | River Plate Stadium          |
| 15 december 2012  | Buenos Aires     | Argentina             | River Plate Stadium          |
| 19 december 2012  | Santiago         | Chile                 | Estadio Nacional             |
| 22 december 2012  | Córdoba          | Argentina             | Estadio Mario Alberto Kempes |

Noteringar
- Under konserten på L'Olympia i Paris sjöng Madonna nio låtar från den ursprungliga låtlistan, från "Turn Up the Radio" till "Human Nature", och två nya låtar: "Beautiful Killer" och "Je t'aime... non moi plus".
- Under förbandsspelningen i Seattle och Houston fick Martin Solveig sällskap på scenen av Madonnas son David.
- Under "I'm a Sinner" i Saint Louis var konserten tvungen att avbrytas på grund av ljudproblem. Konserten fortsatte efter några minuter, och Madonna tackade publiken för deras tålamod.
- Under den första konserten i Medellín skadades Madonna under "Gang Bang" och fortsatte konserten med ett blödande sår ovanför ögat.
- Konserten i Santiago startade tre timmar sent och på grund av kraftigt regn hoppade Madonna över hela första delen av showen vilket gjorde att konserten bestod av 15 låtar och började med "Express Yourself".

Inställda eller flyttade konserter
| 29 maj 2012     | Tel Aviv, Israel          | Ramat Gan Stadium        | Flyttad till 31 maj 2012          |
| 11 juni 2012    | Zagreb, Kroatien          | Stadion Maksimir         | Inställd                          |
| 20 oktober 2012 | Dallas, Texas             | American Airlines Center | Inställd på grund av strupkatarr. |
| 1 december 2012 | Rio de Janeiro, Brasilien | Parque dos Atletas       | Flyttad till 2 december 2012      |

### Biljettintäkter
| Arena                        | Stad             | Biljetter Sålda / Tillgängliga | Bruttointäkt (USD) |
| ---------------------------- | ---------------- | ------------------------------ | ------------------ |
| Ramat Gan Stadium            | Tel Aviv         | 33 457 / 33 457 (100%)         | $4 339 876         |
| du Arena                     | Abu Dhabi        | 45 722 / 45 722 (100%)         | $8 053 500         |
| Türk Telekom Arena           | Istanbul         | 47 789 / 47 789 (100%)         | $6 219 598         |
| Stadio Olimpico              | Rom              | 36 658 / 36 658 (100%)         | $2 835 542         |
| San Siro                     | Milano           | 53 244 / 53 244 (100%)         | $5 624 570         |
| Stadio Artemio Franchi       | Florens          | 42 434 / 42 434 (100%)         | $4 252 680         |
| Palau Sant Jordi             | Barcelona        | 33 178 / 33 178 (100%)         | $3 893 274         |
| Estádio Cidade de Coimbra    | Coimbra          | 33 597 / 33 597 (100%)         | $3 156 022         |
| O2 World                     | Berlin           | 25 481 / 25 481 (100%)         | $3 679 378         |
| Parken                       | Köpenhamn        | 29 416 / 29 416 (100%)         | $2 980 465         |
| Ullevi                       | Göteborg         | 36 472 / 36 472 (100%)         | $4 510 807         |
| Ziggo Dome                   | Amsterdam        | 29 172 / 29 172 (100%)         | $3 777 245         |
| Lanxess Arena                | Köln             | 14 489 / 14 489 (100%)         | $1 775 841         |
| Stade Roi Baudouin           | Bryssel          | 36 778 / 36 778 (100%)         | $3 676 447         |
| Stade de France              | Paris            | 62 195 / 62 195 (100%)         | $7 195 799         |
| Hyde Park                    | London           | 54 140 / 54 140 (100%)         | $6 714 027         |
| National Indoor Arena        | Birmingham       | 11 684 / 11 684 (100%)         | $1 998 196         |
| Murrayfield Stadium          | Edinburgh        | 52 160 / 52 160 (100%)         | $4 974 731         |
| Aviva Stadium                | Dublin           | 33 953 / 33 953 (100%)         | $3 175 497         |
| L'Olympia                    | Paris            | 2 576 / 2 576 (100%)           | $346 653           |
| Ernst-Happel-Stadion         | Wien             | 33 250 / 33 250 (100%)         | $1 953 791         |
| National Stadium             | Warszawa         | 38 699 / 38 699 (100%)         | $2 933 410         |
| Olympic Stadium              | Kiev             | 31 022 / 31 022 (100%)         | $4 893 317         |
| Olimpiyskiy                  | Moskva           | 19 842 / 19 842 (100%)         | $4 074 400         |
| SKK Petersburgsky            | St Petersburg    | 19 079 / 19 079 (100%)         | $2 683 569         |
| Helsinki Olympic Stadium     | Helsingfors      | 42 760 / 42 760 (100%)         | $5 589 900         |
| Telenor Arena                | Oslo             | 18 631 / 18 631 (100%)         | $3 017 871         |
| Letzigrund                   | Zurich           | 37 792 / 37 792 (100%)         | $4 989 192         |
| Stade Charles-Ehrmann        | Nice             | 29 670 / 29 670 (100%)         | $2 386 311         |
| Wells Fargo Center           | Philadelphia     | 15 741 / 15 741 (100%)         | $2 651 855         |
| Bell Centre                  | Montreal         | 16 918 / 16 918 (100%)         | $3 457 482         |
| Plains of Abraham            | Quebec City      | 70 569 / 70 569 (100%)         | $8 098 292         |
| TD Garden                    | Boston           | 13 995 / 13 995 (100%)         | $2 450 720         |
| Yankee Stadium               | New York         | 79 775 / 79 775 (100%)         | $12 599 540        |
| Scotiabank Place             | Ottawa           | 14 422 / 14 422 (100%)         | $2 371 994         |
| Air Canada Centre            | Toronto          | 32 557 / 32 557 (100%)         | $7 458 188         |
| Boardwalk Hall               | Atlantic City    | 12 207 / 12 207 (100%)         | $2 891 340         |
| United Center                | Chicago          | 28 143 / 28 143 (100%)         | $5 102 880         |
| Verizon Center               | Washington, D.C. | 27 944 / 27 944 (100%)         | $4 860 428         |
| Rogers Arena                 | Vancouver        | 28 500 / 28 500 (100%)         | $4 758 994         |
| KeyArena                     | Seattle          | 23 651 / 23 651 (100%)         | $3 723 405         |
| HP Pavilion at San Jose      | San Jose         | 25 907 / 25 907 (100%)         | $4 791 285         |
| Staples Center               | Los Angeles      | 29 015 / 29 015 (100%)         | $6 162 835         |
| MGM Grand Garden Arena       | Paradise         | 24 991 / 24 991 (100%)         | $7 188 879         |
| US Airways Center            | Phoenix          | 13 239 / 13 239 (100%)         | $2 389 060         |
| Pepsi Center                 | Denver           | 13 280 / 13 280 (100%)         | $2 135 835         |
| American Airlines Center     | Dallas           | 14 360 / 14 360 (100%)         | $2 329 690         |
| Toyota Center                | Houston          | 24 797 / 24 797 (100%)         | $4 390 355         |
| New Orleans Arena            | New Orleans      | 14 498 / 14 498 (100%)         | $2 261 515         |
| Sprint Center                | Kansas City      | 14 108 / 14 108 (100%)         | $2 366 220         |
| Scottrade Center             | St. Louis        | 16 022 / 16 022 (100%)         | $2 449 110         |
| Xcel Energy Center           | Saint Paul       | 26 084 / 26 084 (100%)         | $4 229 005         |
| Consol Energy Center         | Pittsburgh       | 14 120 / 14 120 (100%)         | $2 358 670         |
| Joe Louis Arena              | Detroit          | 13 716 / 13 716 (100%)         | $1 833 154         |
| Quicken Loans Arena          | Cleveland        | 16 487 / 16 487 (100%)         | $2 546 780         |
| Madison Square Garden        | New York         | 24 970 / 24 970 (100%)         | $4 846 665         |
| Time Warner Cable Arena      | Charlotte        | 13 817 / 13 817 (100%)         | $2 208 180         |
| Philips Arena                | Atlanta          | 13 504 / 13 504 (100%)         | $2 379 792         |
| American Airlines Arena      | Miami            |                                |                    |
| Foro Sol                     | Mexico City      |                                |                    |
| Estadio Atanasio Girardot    | Medellín         |                                |                    |
| Parque dos Atletas           | Rio de Janeiro   |                                |                    |
| Estádio do Morumbi           | São Paulo        |                                |                    |
| Estádio Olímpico Monumental  | Porto Alegre     |                                |                    |
| River Plate Stadium          | Buenos Aires     |                                |                    |
| Estadio Nacional             | Santiago         |                                |                    |
| Estadio Mario Alberto Kempes | Córdoba          |                                |                    |
| Total                        | Total            | 1 710 239 / 1 710 239 (100%)   | $242 880 544       |

## Personal
- Skapare - Madonna
- Regissör - Michel Laprise
- Regissörsassistent - Tiffany Olson
- Kreativ producent - Jamie King
- Co-director - Richmond Talauega och Anthony Talauega
- Koreografer - Alison Faulk, Jason Young, Matt Cady, Megan Lawson, Derrell Bullock, Marvin & Marion, Swoop & Goofy och Ali Ramdani
- Kostymdesign - Arianne Phillips, Jean-Paul Gaultier och Riccardo Tisci
- Garderobsassisten - Lourdes Leon
- Manager - Guy Oseary
- Kalakan Trio - Jamixel Bereau, Thierry Biscary och Xan Errotabehere
- Dansare - Kupono Aweau, Derrell Bullock, Chaz Buzan, Emilie Capel, Andrew "Drew Dollaz" Boyce, Adrien Galo, Marvin Gofin, Jahzrel "Vibez" Henderson, Habby Jacques, Loic "Speedylegz" Mabanza, Sasha Mallory, Marion Montin, Sheik Mondesir, Stephanie Nguyen, Yaman Okur, Valeree Pohl, Ali "Lilou" Ramdani, Charles "Lil Buck" Riley, Rocco Ritchie, Emilie Schram och Brahim Zaibat
- Sång, gitarr - Madonna
- Körsång - Kiley Dean och Nicki Richards
- Trummor - Brian Fraiser-Moore
- Keyboard, piano - Ric'key Pageot
- Gitarr - Monte Pittman
- Fiol - Jason Yang

### Fotnoter
1. ↑  ”Madonna – The MDNA Tour”. Live Nation Entertainment. Arkiverad från originalet den 11 maj 2012. https://web.archive.org/web/20120511020600/http://www.livenation.co.uk/event/283890/madonna-the-mdna-tour-tickets. Läst 6 maj 2012.
2. 1 2 3 4  ”2012 World Tour”. Madonna Official Website. 17 maj 2012. Arkiverad från originalet den 24 maj 2012. https://www.webcitation.org/67tE4Wtrk?url=http://www.madonna.com/tour/. Läst 7 mars 2012.
3. ↑  ”Madonna neće doći u Zagreb / Madonna will not come to agreb” (på kroatiska). Croatian Radiotelevision. 9 mars 2012. Arkiverad från [tt_news=156378&tx_ttnews[backPid]=136&cHash=82b4179ae4 originalet] den 21 mars 2012. http://www.freezepage.com/1332378845EIWTNAKGYS. Läst 21 mars 2012.